# Log4net
Log4net est un port de l'utilitaire Apache log4j utilisé par le cadre de Microsoft .NET.

## Composants
Log4net a trois composants principaux :
- Les loggers : Définissent le type de message ainsi que son niveau
- Les appenders : Destination du message
- Les layouts : Formatage du message

on peut également trouver deux autres composantes complémentaires
- filters, qui commandent les actions de l'appender
- object renderers, qui transforment des objets en chaînes de caractères.

## Les Loggers
Des niveaux peuvent être assignés aux loggers. Les niveaux sont des instances de la classe log4net.Core.Level.

## Viewer
Viewer open source pour les logs en format XML : http://yourlog4netviewer.codeplex.com/